# Rodrigo Salinas Muñoz
Rodrigo Salinas Muñoz (ur. 25 lutego 1989 w Viña del Mar) – chilijski piłkarz ręczny, reprezentant kraju, gra na pozycji prawego rozgrywającego.
Salinas w sezonie 2013/2014 zajął trzecie miejsce z zespołem BM Granollers w hiszpańskiej Liga ASOBAL. Został najlepszym strzelcem swojego zespołu, strzelił 128 bramek.

## Osiągnięcia
- Liga ASOBAL
  - brązowy medalista: 2014
- Puchar Króla
  - srebrny medalista: 2011
- Mistrzostwa Ameryki
  - brązowy medalista: 2010, 2012, 2014

## Nagrody indywidualne
- Najlepszy prawy rozgrywający Mistrzostw Ameryki:
  - 2014, 2016
- Najlepszy strzelec turnieju kwalifikacyjnego do Igrzysk Olimpijskich 2016 z 20 golami[3].